# Operação Anaconda (Guerra do Afeganistão)
Operação Anaconda é o codinome de uma operação ocorrida ocorrida no início de março de 2002, no contexto da Guerra do Afeganistão.  Paramilitares da CIA, juntamente com as forças  aliadas afegãs e outros aliados, tentaram destruir as forças da al-Qaeda e do Talibã. A operação foi realizada no Vale de Shah-i-Kot  e Montanhas Arma no sudeste do distrito de Zormat, na província de Paktia. Foi a primeira batalha de grande escala na guerra dos Estados Unidos no Afeganistão desde a Batalha de Tora Bora, em dezembro de 2001. Foi a primeira operação no teatro do Afeganistão a envolver um grande número de forças estadunidenses convencionais (ou seja, não se tratava de  forças especiais, que são unidades militares treinadas para a guerra irregular), atuando em combate direto.
Entre 2 de março e 16 de março de 2002, 1 700 soldados norte-americanos transportados por via aérea e 1 000 milicianos pró-governo afegão lutaram contra 300 a 1 000 membros da al-Qaeda e do Talibã para obter o controle do vale. As forças talibãs e da Al-Qaeda dispararam morteiros e metralhadoras pesadas de posições entrincheiradas nas cavernas e cumes do terreno montanhoso das forças estadunidenses na tentativa de proteger a área. O comandante do Talibã, o Maulavi Saifur Rehman Mansoor, mais tarde conduziu reforços para se juntar à batalha. Os Estados Unidos estimaram as forças  adversárias no vale de Shah-i-Kot em 150 a 200 homens, mas , segundo uma  avaliação posterior,  contingente seria de 500 a 1 000 combatentes. Os norte-americanos estimavam ter  matado pelo menos 500 combatentes durante a  batalha, no entanto, posteriormente, jornalistas relataram que apenas 23 corpos foram encontrados. Críticos sugeriram,  alguns dias depois, que a operação "fora mais impulsionada por uma obsessão pela mídia do que por uma real necessidade militar".